# Ruta Nacional 64 (Argentina)
La Ruta Nacional 64 es una carretera argentina pavimentada que se extiende desde el sur de Tucumán, pasa por Catamarca y se encuentra en el centro-oeste de la Provincia de Santiago del Estero. En su recorrido de 164 kilómetros asfaltados une la esquina de Avenida Aristóbulo del Valle y Avenida Bolivia (ex-Ruta Nacional 34) en la ciudad de La Banda y la Ruta Nacional 38 en las cercanías de la pequeña localidad de Rumi Punco.

## Historia
Antiguamente esta ruta tenía otro recorrido al oeste de la localidad de Las Cañas, en la provincia de Catamarca. La ruta iba al sudoeste (actualmente lo hace al noroeste), pasando por El Alto, y luego de cruzar la Sierra de Ancasti por la Cuesta del Portezuelo bajando 1000 metros en 18 km de camino de cornisa, terminaba en el empalme con la Ruta Nacional 38 a 11 km al este de San Isidro, pocos km al este de la capital provincial. Actualmente este camino pertenece a la Ruta Provincial 42.
La ruta se fue diseñada sobre un antiguo camino de tierra que fue pavimentado en 1946 y convertido en ruta asfaltada en su totalidad en 1952 por Francisco Javier González y el presidente Juan Domingo Perón.
En 2010 el gobierno nacional inaugura la circunvalación de la ruta 64 dando acceso a Santiago Capital. Esta obra permitió conectar la ruta nacional N.º 9 sur con la 9 norte y la ruta nacional 64 inauguradas por el gobernador Gerardo Zamora y al intendente Dr Hugo Infante.

En 2021 el entonces gobierno nacional de Alberto Fernández encaró la recuperación y puesta en valor de la ruta, la obra finalizada en 2022 permitió la repavimentación de 5 de las 6 secciones, lo que se complementó con ejecución de lechada asfáltica, la construcción alcantarillas transversales, una colectora enripiada en zona de canteras y a la salida de la capital Santiago del Estero.

## Localidades
Las ciudades y pueblos por los que pasa esta ruta de este a oeste son los siguientes (los pueblos con menos de 5000 hab. figuran en itálica).

### Provincia de Santiago del Estero

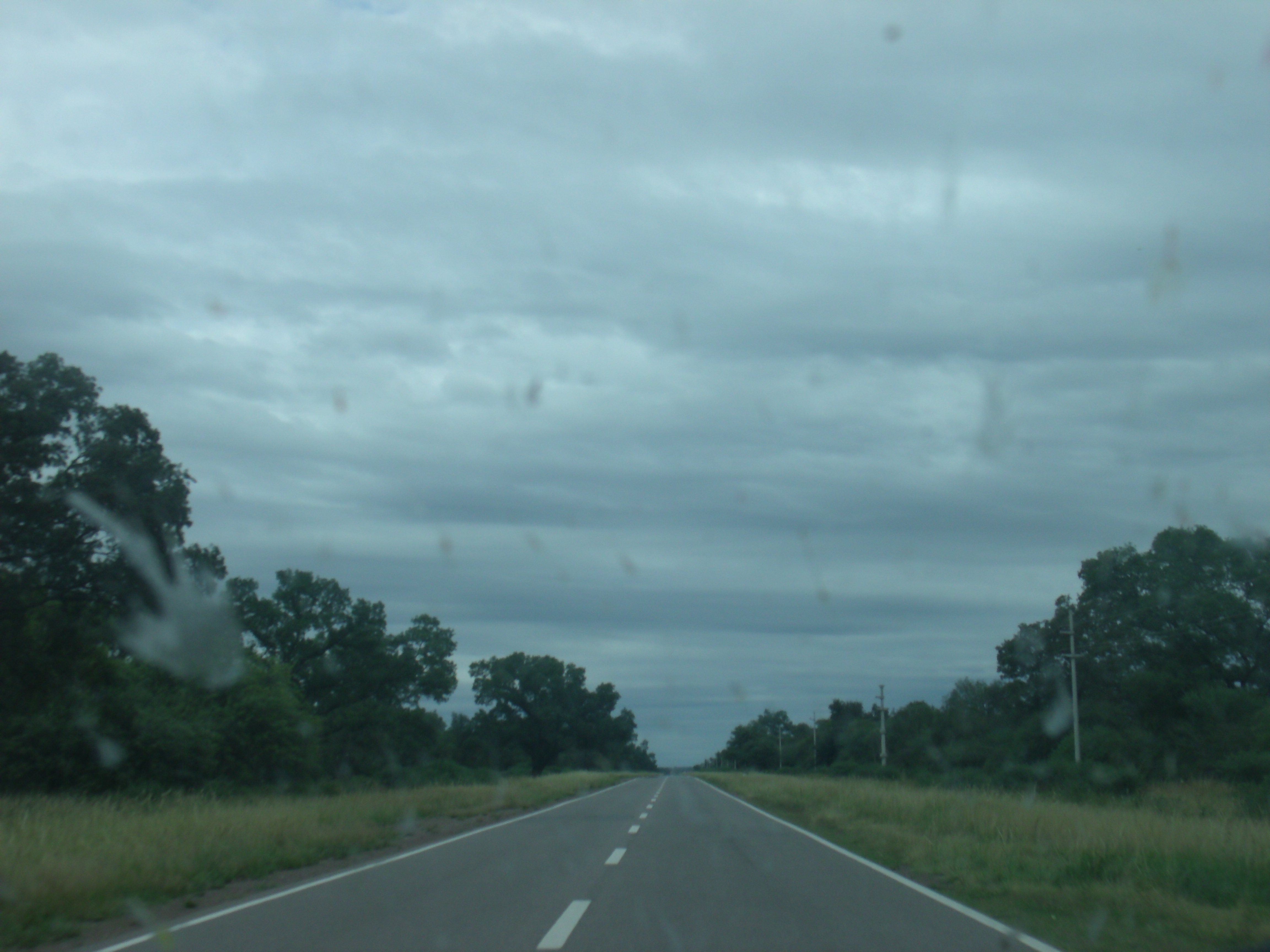
Ruta Nacional 64 al sur de Santiago del Estero.

Recorrido: 106 km (kilómetro 0 a 106).
- Departamento Banda: La Banda (kilómetro 0-4).

- Departamento Juan Francisco Borges: Santiago del Estero (kilómetro 5-12).

- Departamento Guasayán: Lavalle (km 105).

### Provincia de Catamarca
Recorrido: 56 km (km 106 a 162).
- Departamento Santa Rosa: Bañado de Ovanta (km 132) y Los Altos (km 154).

### Provincia de Tucumán
Recorrido: 2 km (km 162-164).
- Departamento La Cocha: Huacra (km 164).

## Puente carretero Santiago del Estero - La Banda

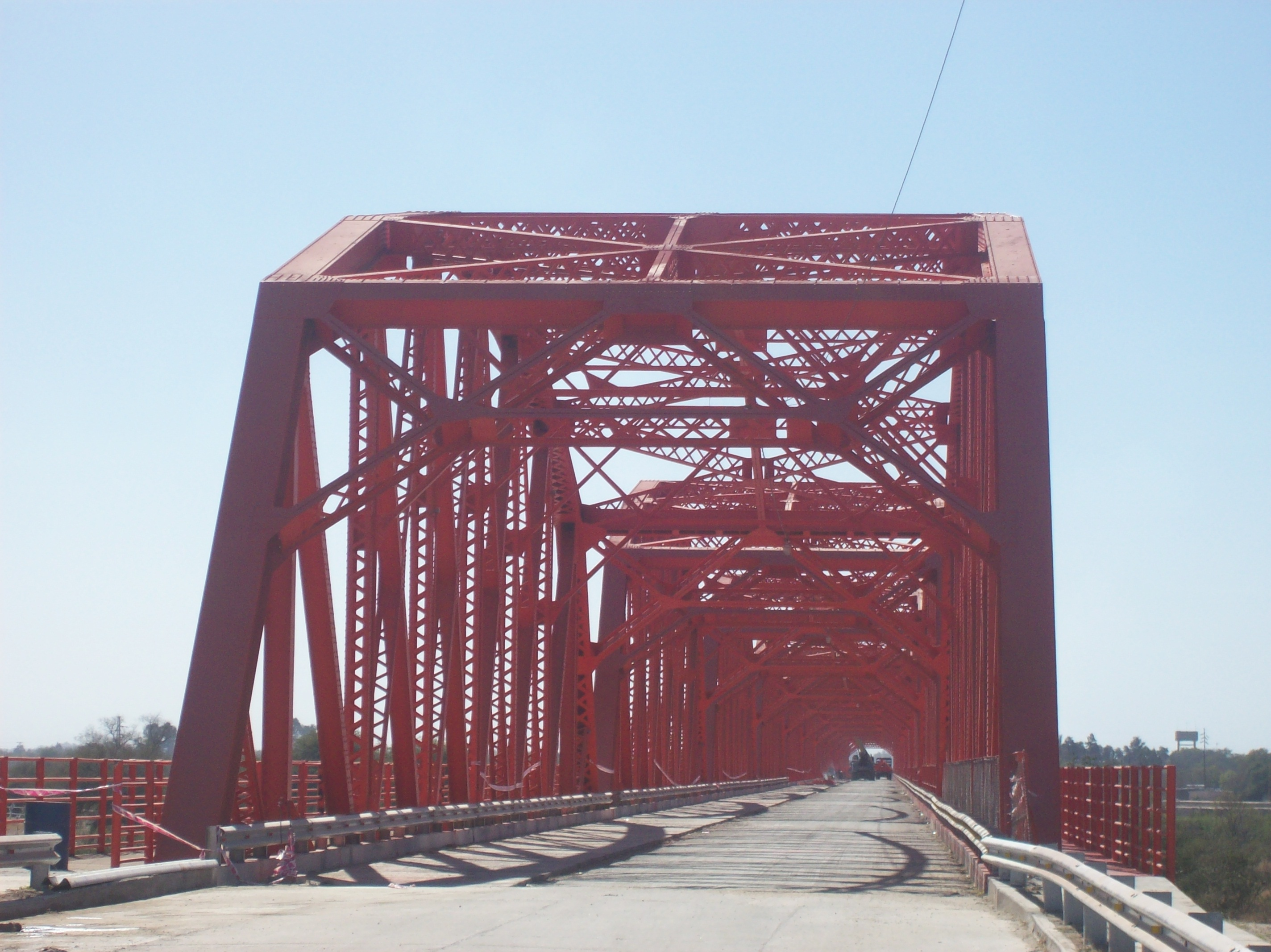
Obras en el puente carretero.

La ruta pasa por el puente carretero sobre el Río Dulce entre las ciudades de La Banda y Santiago del Estero. Este puente vial y ferroviario reemplazó a otro de la empresa Ferrocarril Central Córdoba que fue habilitado en 1891 y destruido por una creciente del Río Dulce en el año 1920. La Ley Nacional 25.410 publicada en el Boletín Oficial el 23 de abril de 2001 declaró Monumento Histórico Nacional a esta construcción.[cita requerida]
Dado que la ciudad de Santiago del Estero no posee servicio ferroviario, el 26 de junio de 2008 comenzó la obra de desmantelamiento de la parte ferroviaria, ensanche de la calzada y pintado de las partes metálicas de la estructura.